# Hadena grisea
Hadena grisea är en fjärilsart som beskrevs av Hospital 1948. Hadena grisea ingår i släktet Hadena och familjen nattflyn. Inga underarter finns listade i Catalogue of Life.